# Manfredi Appiani
Manfredi Appiani (Milano, 18 agosto 1909 – Son San Juan, 29 settembre 1937) è stato un militare e aviatore italiano, decorato di Medaglia d'oro al valor militare alla memoria nel corso della guerra civile spagnola.

## Biografia
Nacque a Milano il 18 agosto 1909. Dopo aver conseguito il diploma di perito industriale presso l'Istituto industriale di Bergamo entrò, per concorso, nella Regia Aeronautica come aviere ammesso a frequentare il corso allievi ufficiali di complemento nel settembre 1935. Nel maggio 1936 conseguì il brevetto di pilota su apparecchio Caproni Ca.100 e nel mese di agosto quello di pilota militare su Caproni Ca.111. Fu nominato sottotenente di complemento nel febbraio 1937 in servizio presso l'8º Stormo Bombardamento Terrestre, ed al termine del servizio di prima nomina fu trattenuto in servizio permanente effettivo e assegnato all'Aviazione Legionaria fu inviato a combattere in Spagna. Durante la guerra effettuò numerose azioni belliche, e perì a Son San Juan, nei pressi di Palma di Maiorca, il 29 settembre 1937, quando il suo velivolo si schiantò in fase di decollo.

### Fonti
1. 1 2 3 4 5  Combattenti Liberazione.
2. ↑  Gruppo Medaglie d'Oro al Valor Militare 1965, p. 263.
3. 1 2  Ufficio Storico dell'Aeronautica Militare 1969, p. 65.
4. ↑  Medaglie d'oro al valor militare sul sito della Presidenza della Repubblica